# 1. florbalová liga mužů 2015/2016
1. florbalová liga mužů 2015/2016 byla druhou nejvyšší mužskou florbalovou soutěží v Česku v sezóně 2015/2016.
Základní část soutěže hrálo 12 týmů dvakrát každý s každým. Do play-off postoupilo prvních osm týmů. Play-down hrály poslední čtyři týmy.
Vítězem ročníku se stal tým FBC Liberec po porážce týmu FBC Kanonýři Kladno ve finále. Liberec se tak se vrátil do Superligy po sestupu v předchozím ročníku a nahradil sestupující tým SK Bivoj Litvínov.
Kladno zvítězilo v superligové baráži proti týmu TJ Sokol Královské Vinohrady a po dvou sezónách v 1. lize se také vrátilo do nejvyšší soutěže.
Mimo Liberce byl dalším nováčkem v tomto ročníku 1. ligy tým 1. MVIL Ostrava LEXX, který naopak postoupil z Národní ligy po dvou sezónách v nižší soutěži.
Z důvodu rozšíření 1. ligy o dva týmy od následující sezóny, nesestupoval v této sezóně žádný tým přímo. Protože oba prvoligové týmy, které hrály baráž (1. FBK Rožnov p/R a Spartak Pelhřimov) uspěly, nesestoupil v této sezóně žádný tým. Do 1. ligy postoupily vítězové skupin Národní ligy, týmy FB Hurrican Karlovy Vary a Florbal Torpedo Havířov. Karlovy Vary postoupily do 1. ligy poprvé. Havířov postoupil po třech sezónách v nižších soutěžích, ve kterých hrál, poté co se po vypadnutí z nejvyšší soutěže v sezóně 2012/2013 přihlásil až do 2. ligy.

## Základní část
| Poř. | Tým                      | Z  | V  | VP | PP | P  | VG  | OG  | B  |
| ---- | ------------------------ | -- | -- | -- | -- | -- | --- | --- | -- |
| 1.   | FBC Liberec              | 22 | 17 | 0  | 0  | 5  | 190 | 87  | 51 |
| 2.   | TJ Znojmo LAUFEN CZ      | 22 | 12 | 3  | 0  | 7  | 131 | 117 | 42 |
| 3.   | FbK Svitavy              | 22 | 11 | 3  | 1  | 7  | 113 | 107 | 40 |
| 4.   | FBC BRZDY CZ Česká Lípa  | 22 | 11 | 2  | 2  | 7  | 160 | 134 | 39 |
| 5.   | FBC Kanonýři Kladno      | 22 | 11 | 1  | 2  | 8  | 131 | 117 | 37 |
| 6.   | FBC Start98              | 22 | 11 | 1  | 2  | 8  | 116 | 103 | 37 |
| 7.   | FBŠ Hummel Hattrick Brno | 22 | 8  | 5  | 2  | 7  | 119 | 130 | 36 |
| 8.   | Florbal Ústí             | 22 | 10 | 1  | 3  | 8  | 155 | 138 | 35 |
| 9.   | 1. FBK Rožnov p/R        | 22 | 8  | 2  | 1  | 11 | 113 | 156 | 29 |
| 10.  | Black Angels             | 22 | 7  | 0  | 5  | 10 | 119 | 146 | 26 |
| 11.  | Spartak Pelhřimov        | 22 | 5  | 1  | 1  | 15 | 103 | 147 | 18 |
| 12.  | 1. MVIL Ostrava LEXX     | 22 | 1  | 1  | 1  | 19 | 104 | 172 | 6  |

## Play-off
První tři týmy si postupně zvolily soupeře pro čtvrtfinále z druhé čtveřice. Jednotlivá kola play-off se hrála na tři vítězné zápasy. Čtvrtfinále se hrálo od 5. do 17. března, semifinále od 19. do 28. března a finále od 2. do 10. dubna 2016.

### Pavouk
|  | Čtvrtfinále (na zápasy)  | Čtvrtfinále (na zápasy) |                     |   | Semifinále (na zápasy) | Semifinále (na zápasy) |  |  | Finále (na zápasy) | Finále (na zápasy) |
|  |                          |                         |                     |   |                        |                        |  |  |                    |                    |
|  |                          |                         |                     |   |                        |                        |  |  |                    |                    |
|  | FBC Liberec              | 3                       |                     |   |                        |                        |  |  |                    |                    |
|  | FBC Liberec              | 3                       |                     |   |                        |                        |  |  |                    |                    |
|  | FBŠ Hummel Hattrick Brno | 0                       |                     |   |                        |                        |  |  |                    |                    |
|  | FBŠ Hummel Hattrick Brno | 0                       | FBC Liberec         | 3 |                        |                        |  |  |                    |                    |
|  |                          |                         | FBC Liberec         | 3 |                        |                        |  |  |                    |                    |
|  |                          | Florbal Ústí            | 0                   |   |                        |                        |  |  |                    |                    |
|  | TJ Znojmo LAUFEN CZ      | Florbal Ústí            | 0                   | 2 |                        |                        |  |  |                    |                    |
|  | TJ Znojmo LAUFEN CZ      |                         |                     | 2 |                        |                        |  |  |                    |                    |
|  | FBC Start98              | 3                       |                     |   |                        |                        |  |  |                    |                    |
|  | FBC Start98              | 3                       | FBC Liberec         | 3 |                        |                        |  |  |                    |                    |
|  |                          |                         | FBC Liberec         | 3 |                        |                        |  |  |                    |                    |
|  |                          | FBC Kanonýři Kladno     | 1                   |   |                        |                        |  |  |                    |                    |
|  | FbK Svitavy              | FBC Kanonýři Kladno     | 1                   | 2 |                        |                        |  |  |                    |                    |
|  | FbK Svitavy              |                         |                     | 2 |                        |                        |  |  |                    |                    |
|  | FBC Kanonýři Kladno      | 3                       |                     |   |                        |                        |  |  |                    |                    |
|  | FBC Kanonýři Kladno      | 3                       | FBC Kanonýři Kladno | 3 |                        |                        |  |  |                    |                    |
|  |                          |                         | FBC Kanonýři Kladno | 3 |                        |                        |  |  |                    |                    |
|  |                          | FBC Start98             | 1                   |   |                        |                        |  |  |                    |                    |
|  | FBC BRZDY CZ Česká Lípa  | FBC Start98             | 1                   | 1 |                        |                        |  |  |                    |                    |
|  | FBC BRZDY CZ Česká Lípa  |                         |                     | 1 |                        |                        |  |  |                    |                    |
|  | Florbal Ústí             | 3                       |                     |   |                        |                        |  |  |                    |                    |
|  | Florbal Ústí             | 3                       |                     |   |                        |                        |  |  |                    |                    |

### Baráž
Poražený finalista, tým FBC Kanonýři Kladno, vyhrál v superligové baráži proti týmu TJ Sokol Královské Vinohrady a postoupil.

## Play-down
Play-down hrály 9. s 12. a 10. s 11. týmem po základní části od 12. března do 3. dubna 2016 na čtyři vítězné zápasy.
Vítězové play-down zůstali v 1. lize, poražení hráli baráž.
Baráž se hrála na tři vítězné zápasy od 16. do 30. dubna proti poraženým finalistům skupin Národní ligy.

### 1. kolo
1. FBK Rožnov p/R – 1. MVIL Ostrava LEXX 2 : 4 na zápasy
Black Angels – Spartak Pelhřimov 4 : 1 na zápasy

### Baráž
1. FBK Rožnov p/R – S.K. P.E.M.A. Opava 3 : 1 na zápasy
Spartak Pelhřimov – T.B.C. Králův Dvůr 3 : 1 na zápasy

## Konečné pořadí
| Pořadí           | Tým                      |
| ---------------- | ------------------------ |
| Zlatá medaile    | FBC Liberec              |
| Stříbrná medaile | FBC Kanonýři Kladno      |
| Bronzová medaile | FBC Start98              |
| 4.               | Florbal Ústí             |
| 5.               | TJ Znojmo LAUFEN CZ      |
| 6.               | FbK Svitavy              |
| 7.               | FBC BRZDY CZ Česká Lípa  |
| 8.               | FBŠ Hummel Hattrick Brno |
| 9.               | Black Angels             |
| 10.              | 1. MVIL Ostrava LEXX     |
| 11.              | 1. FBK Rožnov p/R        |
| 12.              | Spartak Pelhřimov        |